# Joona Rantala
Joona Rantala, född den 13 februari 1999, är en finländsk innebandysspelare som spelar för finländska Nokian KrP och finländska landslaget.
Joona Rantala har med det finländska landslaget tagit två silver i World Games år 2022 och 2025.